# Робін Ульсен
Робін Ульсен (швед. Robin Olsen, нар. 8 січня 1990, Мальме) — шведський футболіст данського походження, воротар римської «Роми» та національної збірної Швеції. На умовах оренди виступає за «Астон Віллу».

## Клубна кар'єра
Народився 8 січня 1990 року в місті Мальме. Вихованець футбольної школи клубу «Мальме». Не пробившись до основної команди, розпочав професійну кар'єру, виступаючи за команди нижчих дивізіонів Швеції «Лімнгамн Банкефлю», «Банкефлю» та «Клагсгамн».
Своєю грою за останню команду привернув увагу представників тренерського штабу клубу «Мальме», до складу якого приєднався 2012 року. 1 жовтня у матчі проти клубу «Сиріанска» він дебютував у Алсвенскан лізі. У складі «Мальме» Робін двічі став чемпіоном і володарем Суперкубка Швеції, а в 2014 році був визнаний найкращим воротарем чемпіонату.
Влітку 2015 року Ульсен перейшов у грецький ПАОК, підписавши контракт на чотири роки. Сума трансферу склала 650 тис. євро. 23 серпня в матчі проти «Ксанті» Робін дебютував у грецькій Суперлізі.
На початку 2016 року він на правах оренди перейшов у данський «Копенгаген». 28 лютого в матчі проти «Есб'єрга» Ульсен дебютував у данській Суперлізі. За підсумками того сезону Робін допоміг команді завоювати Кубок Данії та виграти національний чемпіонат. Того ж року уклав повноцінний контракт з копенгагенським клубом. У сезоні 2016/17 знову став співавтором «дубля», вигравши з «Копенгагеном» чемпіонат і кубок країни.
У липні 2018 року за 8,5 мільйонів євро став гравцем італійської «Роми», в якій протягом сезону 2018/19 був основним голкіпером. Утім рівень гри шведського воротаря не задовільнив керівництво римського клубу і за рік, влітку 2019, «Рома» за 23,5 мільйони євро підписала іспанця Пау Лопеса. Ульсону ж було запропоновано перейти в оренду до «Кальярі», до якого він і приєднався 30 серпня.
Після сезону, проведеного на Сардинії, у жовтні 2020 року був знову відданий в оренду, цього разу до англійського «Евертона».

## Виступи за збірну
15 січня 2015 року дебютував в офіційних іграх у складі національної збірної Швеції у товариському матчі проти збірної Кот-д'Івуару.
Був включений до заявки збірної для участі у фінальній частині чемпіонату Європи 2016 року у Франції, а за два роки — до заявки на чемпіонат світу 2018 року, де, на відміну від попереднього турніру, вже був основним воротарем команди.
| Дата       | Місто           | Господарі         | Результат | Гості          | Турнір                               | Голи | Примітки |
| ---------- | --------------- | ----------------- | --------- | -------------- | ------------------------------------ | ---- | -------- |
| 15-1-2015  | Абу-Дабі        | Швеція            | 2 – 0     | Кот-д'Івуар    | товариський матч                     | -    |          |
| 31-3-2015  | Стокгольм       | Швеція            | 3 – 1     | Іран           | товариський матч                     | -1   |          |
| 24-3-2016  | Анталія         | Туреччина         | 2 – 1     | Швеція         | товариський матч                     | -2   |          |
| 5-6-2016   | Стокгольм       | Швеція            | 3 – 0     | Уельс          | товариський матч                     | -    | 46'      |
| 6-9-2016   | Стокгольм       | Швеція            | 1 – 1     | Нідерланди     | Відбір до ЧС 2018                    | -1   |          |
| 7-10-2016  | Люксембург      | Люксембург        | 0 – 1     | Швеція         | Відбір до ЧС 2018                    | -    |          |
| 10-10-2016 | Стокгольм       | Швеція            | 3 – 0     | Болгарія       | Відбір до ЧС 2018                    | -    |          |
| 11-11-2016 | Сен-Дені        | Франція           | 2 – 1     | Швеція         | Відбір до ЧС 2018                    | -2   |          |
| 25-3-2017  | Стокгольм       | Швеція            | 4 – 0     | Білорусь       | Відбір до ЧС 2018                    | -    |          |
| 9-6-2017   | Стокгольм       | Швеція            | 2 – 1     | Франція        | Відбір до ЧС 2018                    | -1   |          |
| 31-8-2017  | Софія (місто)   | Болгарія          | 3 – 2     | Швеція         | Відбір до ЧС 2018                    | -3   |          |
| 3-9-2017   | Борисов         | Білорусь          | 0 – 4     | Швеція         | Відбір до ЧС 2018                    | -    |          |
| 7-10-2017  | Стокгольм       | Швеція            | 8 – 0     | Люксембург     | Відбір до ЧС 2018                    | -    |          |
| 10-10-2017 | Амстердам       | Нідерланди        | 2 – 0     | Швеція         | Відбір до ЧС 2018                    | -2   |          |
| 10-11-2017 | Стокгольм       | Швеція            | 1 – 0     | Італія         | Відбір до ЧС 2018                    | -    |          |
| 13-11-2017 | Мілан           | Італія            | 0 – 0     | Швеція         | Відбір до ЧС 2018                    | -    | 90+3'    |
| 2-6-2018   | Стокгольм       | Швеція            | 0 – 0     | Данія          | товариський матч                     | -    |          |
| 9-6-2018   | Гетеборг        | Швеція            | 0 – 0     | Перу           | товариський матч                     | -    |          |
| 18-6-2018  | Нижній Новгород | Швеція            | 1 – 0     | Південна Корея | ЧС 2018 - 1-й етап                   | -    |          |
| 23-6-2018  | Сочі            | Німеччина         | 2 – 1     | Швеція         | ЧС 2018 - 1-й етап                   | -2   |          |
| 27-6-2018  | Єкатеринбург    | Мексика           | 0 – 3     | Швеція         | ЧС 2018 - 1-й етап                   | -    |          |
| 3-7-2018   | Санкт-Петербург | Швеція            | 1 – 0     | Швейцарія      | ЧС 2018 - 1/8 фіналу                 | -    |          |
| 7-7-2018   | Самара          | Швеція            | 0 – 2     | Англія         | ЧС 2018 - чвертьфінал                | -2   |          |
| 10-9-2018  | Стокгольм       | Швеція            | 2 – 3     | Туреччина      | Ліга націй УЄФА 2018-2019 - 1-й етап | -3   |          |
| 11-10-2018 | Калінінград     | Росія             | 0 – 0     | Швеція         | Ліга націй УЄФА 2018-2019 - 1-й етап | -    |          |
| 17-11-2018 | Ескішехір       | Туреччина         | 0 – 1     | Швеція         | Ліга націй УЄФА 2018-2019 - 1-й етап | -    |          |
| 20-11-2018 | Стокгольм       | Швеція            | 2 – 0     | Росія          | Ліга націй УЄФА 2018-2019 - 1-й етап | -    |          |
| 23-3-2019  | Стокгольм       | Швеція            | 2 – 1     | Румунія        | Відбір до ЧЄ 2020                    | -1   |          |
| 26-3-2019  | Осло            | Норвегія          | 3 – 3     | Швеція         | Відбір до ЧЄ 2020                    | -3   |          |
| 7-6-2019   | Стокгольм       | Швеція            | 3 – 0     | Мальта         | Відбір до ЧЄ 2020                    | -    |          |
| 10-6-2019  | Мадрид          | Іспанія           | 3 – 0     | Швеція         | Відбір до ЧЄ 2020                    | -3   |          |
| 5-9-2019   | Торсгавн        | Фарерські острови | 0 – 4     | Швеція         | Відбір до ЧЄ 2020                    | -    |          |
| 8-9-2019   | Стокгольм       | Швеція            | 1 – 1     | Норвегія       | Відбір до ЧЄ 2020                    | -1   |          |
| 12-10-2019 | Та-Калі         | Мальта            | 0 – 4     | Швеція         | Відбір до ЧЄ 2020                    | -    |          |
| 15-10-2019 | Стокгольм       | Швеція            | 1 – 1     | Іспанія        | Відбір до ЧЄ 2020                    | -1   |          |
| 15-11-2019 | Бухарест        | Румунія           | 0 – 2     | Швеція         | Відбір до ЧЄ 2020                    | -    |          |
| 5-9-2020   | Стокгольм       | Швеція            | 0 – 1     | Франція        | Ліга націй УЄФА 2020-2021 - 1-й етап | -1   |          |
| 8-9-2020   | Стокгольм       | Швеція            | 0 – 2     | Португалія     | Ліга націй УЄФА 2020-2021 - 1-й етап | -2   |          |
| 11-10-2020 | Загреб          | Хорватія          | 2 – 1     | Швеція         | Ліга націй УЄФА 2020-2021 - 1-й етап | -2   |          |
| Усього     |                 | Матчів            | 39        |                | Голів                                | -33  |          |

## Досягнення
Командні
 «Мальме»
- Чемпіон Швеції (2): 2013, 2014
- Володар Суперкубка Швеції (2): 2013, 2014

 «Копенгаген»
- Чемпіон Данії (2): 2015-16, 2016-17

- Володар Кубка Данії (2): 2015-16, 2016-17

Індивідуальні
- Найкращий воротар Алсвенскан ліги: 2014